# César Obando
César Augusto Obando Villeda (Tegucigalpa, 26 de octubre de 1969) es un exfutbolista y entrenador hondureño. Se desempeñó en la posición de mediocampista.

## Trayectoria

### Como jugador
Debutó con Motagua en un compromiso frente a Universidad, en 1988, cuando tenía 17 años. En la temporada 1991-92, bajo conducción técnica de Ángel Rodríguez, se consagró campeón del fútbol hondureño. En 1994 recaló en Universitario de Deportes, con el que encaró la Copa Libertadores 1994, torneo en que Independiente Medellín los eliminó. Durante los años siguientes militó con los clubes Correcaminos, Victoria, Vida y Pumas UNAH. En 2001 retornó a Motagua y ganó el Apertura de ese año. Jugó su último partido con el mimado el 21 de mayo de 2002 durante un superclásico contra Olimpia y se retiró, en 2003, con Cartaginés.

### Como entrenador
El 28 de febrero de 2022 la junta directiva de Motagua lo nombró entrenador del cuadro azul profundo, al que arribó como sustituto del argentino Diego Vázquez, a quien días atrás se le rescindió su contrato.

## Selección nacional
Ha sido internacional con la selección de fútbol de Honduras en 33 ocasiones.

### Goles internacionales
| N.  | Fecha                    | Lugar                                                      | Rival                        | Gol | Resultado | Competición                     |
| --- | ------------------------ | ---------------------------------------------------------- | ---------------------------- | --- | --------- | ------------------------------- |
| 1.  | 30 de junio de 1992      | Estadio Olímpico Metropolitano, San Pedro Sula, Honduras   | Panamá                       | 4–0 | 4-0       | Amistoso                        |
| 2.  | 26 de julio de 1992      | Estadio Nacional, Tegucigalpa, Honduras                    | Guatemala                    | 1–0 | 2-0       | Eliminatorias Mundialistas 1994 |
| 3.  | 12 de agosto de 1992     | Los Angeles Memorial Coliseum, Los Ángeles, Estados Unidos | El Salvador                  | 3–0 | 2-0       | Amistoso                        |
| 4.  | 13 de septiembre de 1992 | Estadio Cuscatlán, San Salvador, El Salvador               | El Salvador                  | 1–0 | 1–3       | Amistoso                        |
| 5.  | 22 de septiembre de 1992 | Estadio Nacional, Tegucigalpa, Honduras                    | Jamaica                      | 1–1 | 5–1       | Amistoso                        |
| 6.  | 24 de septiembre de 1992 | Estadio Olímpico Metropolitano, San Pedro Sula, Honduras   | Jamaica                      | 1–0 | 7–0       | Amistoso                        |
| 7.  | 24 de septiembre de 1992 | Estadio Olímpico Metropolitano, San Pedro Sula, Honduras   | Jamaica                      | 3–0 | 7–0       | Amistoso                        |
| 8.  | 24 de septiembre de 1992 | Estadio Olímpico Metropolitano, San Pedro Sula, Honduras   | Jamaica                      | 5–0 | 7–0       | Amistoso                        |
| 9.  | 8 de noviembre de 1992   | Estadio Nacional, San José, Costa Rica                     | Costa Rica                   | 3–2 | 3-2       | Eliminatorias Mundialistas 1994 |
| 10. | 28 de noviembre de 1992  | Estadio Nacional, Tegucigalpa, Honduras                    | San Vicente y las Granadinas | 2–0 | 4-0       | Eliminatorias Mundialistas 1994 |
| 11. | 5 de diciembre de 1992   | Estadio Nacional, Tegucigalpa, Honduras                    | Costa Rica                   | 2–0 | 2-1       | Eliminatorias Mundialistas 1994 |
| 12. | 25 de marzo de 1993      | Estadio Nacional, Tegucigalpa, Honduras                    | Estados Unidos               | 3–1 | 4-1       | Amistoso                        |
| 13. | 4 de abril de 1993       | Estadio Nacional, Tegucigalpa, Honduras                    | Canadá                       | 2–2 | 2–2       | Eliminatorias Mundialistas 1994 |
| 14. | 17 de noviembre de 1998  | Los Angeles Memorial Coliseum, Los Ángeles, Estados Unidos | Guatemala                    | 2–3 | 3–3       | Amistoso                        |
| 15. | 18 de noviembre de 1998  | Los Angeles Memorial Coliseum, Los Ángeles, Estados Unidos | El Salvador                  | 1–0 | 2–1       | Amistoso                        |

## Clubes

### Como jugador
| Club          | País       | Año       |
| ------------- | ---------- | --------- |
| Motagua       | Honduras   | 1988-1994 |
| Universitario | Perú       | 1994      |
| Correcaminos  | México     | 1995-1996 |
| Victoria      | Honduras   | 1997-1998 |
| Vida          | Honduras   | 1998-1999 |
| Universidad   | Honduras   | 1999-2000 |
| Real España   | Honduras   | 2000      |
| Motagua       | Honduras   | 2001-2002 |
| Cartaginés    | Costa Rica | 2002-2003 |

### Como asistente técnico
| Club          | País     | Año  |
| ------------- | -------- | ---- |
| F. C. Motagua | Honduras | 2023 |

### Como entrenador
| Club               | País     | Año  | J | G | E | P | Efect. |
| ------------------ | -------- | ---- | - | - | - | - | ------ |
| Motagua (interino) | Honduras | 2022 | 5 | 1 | 0 | 4 | 25%    |

## Palmarés

### Como jugador

#### Campeonatos nacionales
| Título                    | Club    | País     | Año     |
| ------------------------- | ------- | -------- | ------- |
| Liga Nacional de Honduras | Motagua | Honduras | 1991-92 |
| Torneo Apertura           | Motagua | Honduras | 2001    |